# Mala Mîhailivka, Skvîra
Mala Mîhailivka (în ucraineană Мала Михайлівка) este un sat în comuna Velîkopolovețke din raionul Skvîra, regiunea Kiev, Ucraina.

## Demografie
Componența lingvistică a localității Mala Mîhailivka
     Ucraineană (95,85%)
     Rusă (3,73%)
     Alte limbi (0,41%)
Conform recensământului din 2001, majoritatea populației localității Mala Mîhailivka era vorbitoare de ucraineană (95,85%), existând în minoritate și vorbitori de rusă (3,73%).